# Dorsippa
Oglasa là một chi bướm đêm thuộc họ Noctuidae.